# البرتو د لا بلا
البرتو د لا بلا (انگلیسی: Alberto de la Bella؛ زادهٔ ۲ دسامبر ۱۹۸۵) بازیکن فوتبال اهل اسپانیا است.
از باشگاه‌هایی که در آن بازی کرده‌است می‌توان به باشگاه فوتبال رئال سوسیداد و باشگاه فوتبال لاس پالماس اشاره کرد.
وی همچنین در تیم ملی فوتبال کاتالونیا بازی کرده‌است.